# Draagspeld bij groepswaardering
De Draagspeld bij groepswaardering is een Nederlands militair waarderingsonderscheidingsteken.
De Draagspeld is een collectief waarderingsonderscheidingsteken en is in tegenstelling tot de koorden geen Nestel, maar een embleem dat via een pin aan het uniform bevestigd kan worden. Het wordt gedragen op de rechter bovenzak van het Dagelijks Tenue (DT). 
De Draagspeld wordt uitgereikt aan diegenen die "een gedraging of een verrichting, dan wel een reeks van gedragingen of verrichtingen, liggende op het terrein van de Koninklijke Landmacht, dan wel in enigerlei opzicht verband houdend met de Koninklijke Landmacht, of bevorderlijk zijnde voor het aanzien van de krijgsmacht" hebben verricht.
Het uitreiken geschiedt te allen tijde aan een collectief binnen het onderdeel waartoe de manschappen behoren. Bevoegd tot het uitreiken van de draagspeld zijn de Commandant Landstrijdkrachten, de ressort-commandanten alsmede de commandant 1 Divisie "7 December".
De draagspeld bij groepswaardering is van koper, voorstellend een leeuw op een sokkel met de opdruk Koningin en Vaderland, eronder een krans met lint, met de opdruk Voor Saamhorigheid. Hij kan maar eenmaal worden uitgereikt.  

## Andere waarderingstekens
- Gouden KL-erekoord
- Zilveren KL-erekoord
- Ponceaurood KL-erekoord